# Taifa de Tavira
La taifa de Tavira era un taifa medieval del reino árabe en el Garb al-Ándalus, lo que hoy es el Algarve, en el sur de Portugal. La ciudad de Tavira (árabe: Tabira) fue la capital del emirato. 

## Historia
La taifa tuvo un breve período independiente desde 1146 hasta 1150. A partir de 1150, la taifa fue ocupada por los almohades provenientes de Marruecos.

## Lista de emires

### Dinastía 'Umarid
- Umar Ibn Abi Tut (1146–1150)
  - Parte de los Almohades: c. 1150–1250